# Essve
ESSVE är ett svenskt företag bildat 1970 som utvecklar och säljer skruv, spik, betonginfästning, fogskum och lim. ESSVE är ett dotterbolag till börsnoterade Bergman&Beving och omsätter ungefär 1 miljard kronor per år. ESSVE säljs hos de marknadsledande byggåterförsäljarna i Norden. ESSVE lägger mycket fokus och resurser på innovation och har bl.a. utvecklat ESSBOX Systemet, limmet ESSTACK, och träskruven ESSDRIVE.  Mellan 1979 och 1990 ägdes ESSVE av LM Ericsson. Moderbolaget Essve Produkter AB har dotterbolag i flera länder där de största är Sverige, Norge och de baltiska staterna.